# Котиньяк (кантон)
Котиньяк (фр. Cotignac) — упразднённый кантон на юго-востоке Франции, в регионе Прованс — Альпы — Лазурный Берег (департамент — Вар, округ — Бриньоль).

## Состав кантона
До марта 2015 года площадь кантона — 178,75 км², включал в себя 6 коммун, население — 9 282 человека (2010), плотность населения — 51,93 чел/км².
| Коммуна             | Французское название | Площадь, км² | Население, чел. (2012) | Плотность, чел/км² |
| ------------------- | -------------------- | ------------ | ---------------------- | ------------------ |
| Антрекасто          | Entrecasteaux        | 32,11        | 1 087                  | 34                 |
| Карсес              | Carcès               | 35,76        | 3 386                  | 95                 |
| Корран              | Correns              | 37,06        | 875                    | 24                 |
| Котиньяк            | Cotignac             | 44,26        | 2 313                  | 52                 |
| Монфор-сюр-Аржан    | Montfort-sur-Argens  | 11,92        | 1 269                  | 106                |
| Сент-Антонен-дю-Вар | Saint-Antonin-du-Var | 17,64        | 689                    | 39                 |

С 29 марта 2015 года кантон упразднён согласно директиве от 27 февраля 2014, а коммуны административно переподчинены кантону Бриньоль.